# Judith Ivey
Judith Lee Ivey (El Paso (Texas), 4 september 1951) is een Amerikaanse actrice.

## Biografie
Ivey heeft van 1965 tot en met 1968 de high school doorlopen aan de Union High School in Dowagiac, hierna vervolgde zij haar opleiding aan de Marion High School in Marion (Illinois) waar zij afstudeerde in 1970. hierna ging zij studeren aan de Southern Illinois University in Carbondale (Illinois) en aan de Illinois State University in Normal (Illinois).
Ivey was van 1973 tot en met 1978 getrouwd, en vanaf 1989 is zij opnieuw getrouwd waaruit zij twee kinderen heeft.

## Filmografie

### Films
- 2022 Women Talking - als Agata
- 2020 Through the Glass Darkly - als mama Carmichael
- 2018 The Bit Player - als Betty Shannon
- 2017 Cortez - als Sandy
- 2014 Big Stone Gap - als Nan MacChesney
- 2013 Assistance - als Susan Johnson
- 2012 Modern Love - als Molly McElvane
- 2011 A Bird of the Air – als Eleanor Reeves
- 2007 Pictures of Hollis Woods – als Beatrice Gilcrest
- 2006 Flags of Our Fathers – als Belle Block
- 2003 What Alice Found – als Sandra
- 1999 Mystery, Alaska – als Joanne Burns
- 1999 Half a Dozen Babies – als Doris Stauffer
- 1999 The Stand-In – als Mrs. Rosensweig
- 1998 Without Limits – als Barbara Bowerman
- 1998 Texarkana – als ??
- 1997 What the Deaf Man Heard – als Lucille
- 1997 A Life Less Ordinary – als moeder van Celine
- 1997 The Devil's Advocate – als Mrs. Alice Lomax
- 1997 Washington Square – als tante Elizabeth Almond
- 1996 The Summer of Ben Tyler – als verteller
- 1995 Almost Golden: The Jessica Savitch Story – als Laura McCormick
- 1994 On Promised Land – als Olivia
- 1992 Her Final Fury: Betty Broderick, the Last Chapter – als Kerry Wells
- 1992 The Goes the Neighborhood – als Reedi Rutledge
- 1992 Do Not Bring That Python in the House – als Mrs. Miller
- 1991 Frogs! – als Passionatta
- 1990 Decoration Day – als Terry Novis
- 1990 Love Hurts – als Susan Volcheck
- 1990 Everybody Wins – als Connie
- 1989 In Country – als Anita
- 1988 Miles from Home – als Frances
- 1987 Hello Again – als Zelda
- 1987 Sister, Sister – als Charlotte Bonnard
- 1987 We Are the Children – als Brenda Hayes
- 1986 Brighton Beach Memoirs – als Blanche
- 1985 The Long Hot Summer – als Noel Varner
- 1985 Compromising Positions – als Nancy Miller
- 1984 The Woman in Red – als Didi Pierce
- 1984 Piaf – als Madeline
- 1984 Harry & Son – als Sally
- 1984 The Lonely Guy – als Iris
- 1983 Dixie: Changing Habits – als zuster Margaret

### Televisieseries
Uitgezonderd eenmalige gastrollen.
- 2020 - 2022 The Accidental Wolf - als ?? - 11 afl.
- 2019 New Amsterdam - als dr. Virginia Stauton - 4 afl.
- 2017 The Accidental Wolf - als Nancy - 5 afl.
- 2016 The Family - als mrs. Asher - 4 afl.
- 2012 White Collar – als Ellen Parker – 5 afl.
- 2010 Past Life – als Laney – 2 afl.
- 2002 Will & Grace – als Eleanor Markus – 3 afl.
- 2002 Rose Red – als Cathy Kramer – 3 afl.
- 1996 Buddies – als Maureen DeMoss – 13 afl.
- 1994 – 1995 The Critic – als Eleanor Sherman – 23 afl.
- 1994 – 1995 The 5 Mrs. Buchanans – als Alexandria Bucanans – 17 afl.
- 1992 – 1993 Designing Women – als B.J. Poteet – 22 afl.
- 1990 – 1991 Down Home – als Kate McCrorey – 19 afl.

## TheaterwerkBroadway
- 2015 The Audience - als Margaret Thatcher
- 2012 – 2013 The Heiress – als Lavinia Penniman
- 2001 Follies – als Sally Durant Plummer
- 1999 Voices in the Dark – als Lil
- 1991 – 1992 Park Your Car in Harvard Yard – als Kathleen Hogan
- 1987 Blithe Spirit – als Ruth
- 1986 Precious Sons – als Bea
- 1984 – 1985 Hurlybury – als Bonnie
- 1982 – 1983 Steaming – als Josie
- 1981 Piaf – als Madeleine / Piaf
- 1979 Bedroom Farce – als Kate

- Bibsys: 5038471
- Biblioteca Nacional de España: XX4615101
- Bibliothèque nationale de France: cb141893832 (data)
- Gemeinsame Normdatei: 137308418
- International Standard Name Identifier: 0000 0001 1618 1879
- Library of Congress Control Number: n85138209
- MusicBrainz: 66e8cac1-c4c6-495b-b850-e815e13bde74
- Nationale Bibliotheek van Israël: 987007454982305171
- Nederlandse Thesaurus van Auteursnamen: 382006259
- SNAC: w6652fjq
- Virtual International Authority File: 351149294224880521136